# 韓国鉄道公社393000系電車
韓国鉄道公社393000系（かんこくてつどうこうしゃ393000けい）は、2027年に開通が予定されている忠清圏広域鉄道の開業に際して導入される車両。

## 概要
2023年12月から着工が開始し、2027年に開業が予定されている忠清圏（大田広域市・忠清南道）の広域鉄道開通に際して2両編成8本が導入予定。2021年に現代ロテムが567億ウォンで受注し、2024年に開通した大邱圏広域鉄道（大慶線）で使用される392000系と同一仕様で導入するため、0.5M方式を採用。なお、車両は1両当たり約35億ウォン。

### 車体
2019年以降、現代ロテムが韓国鉄道公社向けに製造している先頭車両の前面が長い「チュドゥンイ」タイプで製造。車体に塗装されているラインカラーはライム色となっている。

## 関連記事
- 392000系 - 同一仕様。
- 381000系2次車、311000系12次車・13次車、341000系4次車・5次車・6次車、351000系9次車・10次車、392000系、331000系3次車、361000系2次車 - チュドゥンイと呼称される前面をした車両。